# Hokej na ledu na Zimskih olimpijskih igrah 2010 - ženske
Ženski turnir v hokeju na ledu na Zimskih olimpijskih igrah 2010 se je odvijal med 13. in 25. februarjem v Vancouvru, Britanska Kolumbija, Kanada.

## Skupinski del

### Skupina A
| Reprezentanca | OT | Z | ZPP | PPP | P | DG | PG | GR  | TOČ |
| ------------- | -- | - | --- | --- | - | -- | -- | --- | --- |
| Kanada        | 3  | 3 | 0   | 0   | 0 | 41 | 2  | 39  | 9   |
| Švedska       | 3  | 2 | 0   | 0   | 1 | 10 | 15 | -5  | 6   |
| Švica         | 3  | 1 | 0   | 0   | 2 | 6  | 15 | -9  | 3   |
| Slovaška      | 3  | 0 | 0   | 0   | 3 | 4  | 29 | -25 | 0   |

| 13. februar 2010 | Švedska | 3 – 0 | Švica | UBC Winter Sports Centre, Vancouver |

| Poročilo tekme | Poročilo tekme | Poročilo tekme  | Poročilo tekme | Poročilo tekme  |
| -------------- | --- | --------------- | -------------- | --------------- |
| Začetek: 12:00 | Rundqvist (Udén Johansson, Svedin Thunström) - 12:31 Enström (Östberg, Myrén) - 31:35 Udén Johansson (Nevalainen) - 41:50 | (1–0, 1–0, 1–0) |                | Gledalci: 5.222 |

| 13. februar 2010 | Kanada | 18 – 0 | Slovaška | Canada Hockey Place, Vancouver |

| Poročilo tekme | Poročilo tekme | Poročilo tekme  | Poročilo tekme | Poročilo tekme   |
| -------------- | --- | --------------- | -------------- | ---------------- |
| Začetek: 17:00 | Irwin (Vaillancourt, Johnston) - 01:39 Bonhomme (Hefford, MacLeod) - 03:06 Agosta (Ouellette, Wickenheiser) (PP) - 05:38 MacLeod (Bonhomme, Ouellette) - 08:21 Agosta (Kellar, Sostorics) - 11:34 Kingsbury (Piper, Apps) - 15:09 Sostorics (Hefford, Agosta) - 16:20 Vaillancourt (Johnston) - 23:42 Poulin (PP) - 27:21 Agosta (Hefford, Ouellette) - 30:19 Hefford (Wickenheiser) (SH) - 32:00 Ouellette (Apps, Sostorics) (SH) - 32:44 MacLeod (Poulin, Sostorics) - 36:42 Hefford (Agosta, MacLeod) - 44:23 Irwin (Vaillancourt, Ward) - 44:37 Piper (Wickenheiser) - 46:54 Hefford (Ouellette, Kellar) - 51:03 Kingsbury (Botterill) - 52:52 | (7–0, 6–0, 5–0) |                | Gledalci: 16.496 |

| 15. februar 2010 | Švica | 1 – 10 | Kanada | UBC Winter Sports Centre, Vancouver |

| Poročilo tekme | Poročilo tekme                         | Poročilo tekme  | Poročilo tekme | Poročilo tekme  |
| -------------- | -------------------------------------- | --------------- | --- | --------------- |
| Začetek: 14:30 | Leimgruber (Lehmann, S. Marty) - 39:46 | (0–2, 1–3, 0–5) | 06:27 - Apps (Kingsbury, Piper) (PP) 14:25 - Vaillancourt (Johnston) 22:19 - Piper (Wickenheiser) 28:08 - Agosta (Ward, Ouellette) 31:15 - Agosta (Ouellette, Hefford) 40:54 - Hefford (Wickenheiser) (SH) 49:08 - Ward 49:27 - Poulin 50:43 - Johnston (Vaillancourt, Kellar) 51:55 - Wickenheiser (Piper, Apps) | Gledalci: 5.413 |

| 15. februar 2010 | Švedska | 6 – 2 | Slovaška | UBC Winter Sports Centre, Vancouver |

| Poročilo tekme | Poročilo tekme | Poročilo tekme  | Poročilo tekme                                                                  | Poročilo tekme  |
| -------------- | --- | --------------- | ------------------------------------------------------------------------------- | --------------- |
| Začetek: 19:00 | Winberg (Holmlöv, Holst) (PP) - 05:01 Winberg (Eliasson, Holmlöv) (PP) - 12:11 Asserholt (Myrén, Östberg) - 16:07 Winberg (E. Andersson) - 29:07 Holmlöv (Holst, G. Andersson) (PP) - 46:08 Winberg (Nordin) - 53:20 | (3–2, 1–0, 2–0) | 09:52 - Džurňáková (Babonyová, Herichová) 13:29 - Čupková (Čulíková, Kapustová) | Gledalci: 5.323 |

| 17. februar 2010 | Kanada | 13 – 1 | Švedska | UBC Winter Sports Centre, Vancouver |

| Poročilo tekme | Poročilo tekme | Poročilo tekme  | Poročilo tekme                           | Poročilo tekme  |
| -------------- | --- | --------------- | ---------------------------------------- | --------------- |
| Začetek: 14:30 | Agosta (Piper, Ouellette) - 06:58 Poulin (Agosta, Wickenheiser) - 09:16 Piper (Wickenheiser, Sostorics) - 13:00 Vaillancourt (Johnston, Sostorics) - 15:27 Bonhomme (Agosta) - 15:57 Agosta (Hefford) - 21:06 Hefford (Ouellette, Kellar) - 25:36 Wickenheiser (Apps) - 25:14 Apps (Irwin, Piper) - 26:13 Agosta (Ouellette) (PP) - 27:59 Piper (Wickenheiser) - 29:17 Irwin (Vaillancourt, Ward) (PP) - 31:43 Apps (MacLeod, Wickenheiser) - 47:43 | (5–0, 7–0, 1–1) | 52:16 - Timglas (Jordansson, Rooth) (PP) | Gledalci: 5.483 |

| 17. februar 2010 | Slovaška | 2 – 5 | Švica | UBC Winter Sports Centre, Vancouver |

| Poročilo tekme | Poročilo tekme                                                   | Poročilo tekme  | Poročilo tekme | Poročilo tekme  |
| -------------- | ---------------------------------------------------------------- | --------------- | --- | --------------- |
| Začetek: 19:00 | Čulíková (Čupková) - 07:10 Čulíková (Kapustová, Čupková) - 40:19 | (1–0, 0–1, 1–4) | 35:39 - S. Marty 50:35 - S. Marty (Nussbaum) 51:18 - Benz (Meier, Schelling) 56:28 - Lehmann (Leimgruber) (SH) 58:25 - S. Marty (Hafliger, Benz) | Gledalci: 5.272 |

### Skupina B
| Reprezentanca | OT | Z | ZPP | PPP | P | DG | PG | GR  | TOČ |
| ------------- | -- | - | --- | --- | - | -- | -- | --- | --- |
| ZDA           | 3  | 3 | 0   | 0   | 0 | 31 | 1  | 30  | 9   |
| Finska        | 3  | 2 | 0   | 0   | 1 | 7  | 8  | -1  | 6   |
| Rusija        | 3  | 1 | 0   | 0   | 2 | 3  | 19 | -16 | 3   |
| Kitajska      | 3  | 0 | 0   | 0   | 3 | 3  | 16 | -13 | 0   |

| 14. februar 2010 | ZDA | 12 – 1 | Kitajska | UBC Winter Sports Centre, Vancouver |

| Poročilo tekme | Poročilo tekme | Poročilo tekme  | Poročilo tekme             | Poročilo tekme  |
| -------------- | --- | --------------- | -------------------------- | --------------- |
| Začetek: 12:00 | Ruggiero - 02:50 Stack (Chu) - 09:56 Potter (M. Lamoureux) - 14:22 Duggan (Stack, Darwitz) (PP) - 17:40 Potter (Knight, M. Lamoureux) - 18:01 Potter (Engstrom, Chesson) (PP) - 21:18 Chesson (Marvin, Chu) - 23:46 J. Lamoureux (Thatcher) - 39:39 Duggan (Marvin, Potter) - 43:59 Engstrom (Potter, M. Lamoureux) - 50:43 Darwitz (M. Lamoureux, Weiland) - 54:43 Chu (Darwitz) - 59:21 | (5–0, 3–0, 4–1) | 57:39 - Jin (Ma, Sun) (PP) | Gledalci: 5.278 |

| 14. februar 2010 | Finska | 5 – 1 | Rusija | UBC Winter Sports Centre, Vancouver |

| Poročilo tekme | Poročilo tekme | Poročilo tekme  | Poročilo tekme               | Poročilo tekme  |
| -------------- | --- | --------------- | ---------------------------- | --------------- |
| Začetek: 16:30 | Sirviö (Saarinen, Välimäki) (PP2) - 09:30 Voutilainen (Rantamäki) - 23:59 Hovi (Hiirikoski) - 37:36 Tikkinen (S. Tuominen, Karvinen) - 42:25 Tikkinen (Pelttari, Karvinen) - 49:32 | (1–1, 2–0, 2–0) | 06:11 - Vafina (Burina) (PP) | Gledalci: 5.275 |

| 16. februar 2010 | Rusija | 0 – 13 | ZDA | UBC Winter Sports Centre, Vancouver |

| Poročilo tekme | Poročilo tekme | Poročilo tekme  | Poročilo tekme | Poročilo tekme  |
| -------------- | -------------- | --------------- | --- | --------------- |
| Začetek: 14:30 |                | (0–5, 0–7, 0–1) | 02:19 - M. Lamoureux (J. Lamoureux, Stack) 05:48 - Potter (Knight) (SH) 09:54 - Thatcher (Potter, Knight) 12:57 - Cahow (Stack, Darwitz) (PP) 15:56 - Potter (Knight) (PP) 20:34 - Ruggiero (Chu, Darwitz) (PP) 23:16 - Stack (M. Lamoureux) (PP) 26:01 - J. Lamoureux (Darwitz) 27:50 - Darwitz (Cahow) (PP) 31:00 - Darwitz (Knight) (SH) 31:46 - Potter (Thatcher, Bellamy) 33:32 - Engstrom (Chesson) (PP) 41:05 - Chesson (Stack) (PP) | Gledalci: 5.365 |

| 16. februar 2010 | Finska | 2 – 1 | Kitajska | UBC Winter Sports Centre, Vancouver |

| Poročilo tekme | Poročilo tekme                                            | Poročilo tekme  | Poročilo tekme       | Poročilo tekme  |
| -------------- | --------------------------------------------------------- | --------------- | -------------------- | --------------- |
| Začetek: 19:00 | Rantamäki (Pelttari, Lindstedt) (PP) - 29:13 Hovi - 34:02 | (0–1, 2–0, 0–0) | 18:10 - Wang L. (SH) | Gledalci: 5.317 |

| 18. februar 2010 | ZDA | 6 – 0 | Finska | UBC Winter Sports Centre, Vancouver |

| Poročilo tekme | Poročilo tekme | Poročilo tekme  | Poročilo tekme | Poročilo tekme  |
| -------------- | --- | --------------- | -------------- | --------------- |
| Začetek: 14:30 | Chu (Ruggiero) - 08:08 Engstrom (M. Lamoureux) (PP) - 10:47 Duggan (Darwitz, Marvin) - 11:29 Darwitz (Engstrom, Chesson) - 18:03 Knight (Darwitz) - 31:48 Thatcher (J. Lamoureux, Ruggiero) - 58:22 | (4–0, 1–0, 1–0) |                | Gledalci: 5.398 |

| 18. februar 2010 | Kitajska | 1 – 2 | Rusija | UBC Winter Sports Centre, Vancouver |

| Poročilo tekme | Poročilo tekme    | Poročilo tekme  | Poročilo tekme                                                                  | Poročilo tekme  |
| -------------- | ----------------- | --------------- | ------------------------------------------------------------------------------- | --------------- |
| Začetek: 19:00 | Jin (Sun) - 37:38 | (0–0, 1–2, 0–0) | 24:23 - Smolenceva (Kapustina, Komič) 36:02 - Sergina (Burina, Permjakova) (PP) | Gledalci: 5.391 |

## Uvrstitveni krog

### Drevo
|  | Polfinale za 5. mesto |                       |                       |  |    |                   |                   |                   |
|  | A3                    | Švica                 | 6                     |  |    |                   |                   |                   |
|  | B4                    | Kitajska              | 0                     |  |    | Tekma za 5. mesto | Tekma za 5. mesto | Tekma za 5. mesto |
|  |                       |                       |                       |  |    | A3                | Švica             | 2                 |
|  | Polfinale za 5. mesto | Polfinale za 5. mesto | Polfinale za 5. mesto |  | B3 | Rusija            | 1                 |                   |
|  | B3                    | Rusija                | 4                     |  |    |                   |                   |                   |
|  | A4                    | Slovaška              | 2                     |  |    | Tekma za 7. mesto | Tekma za 7. mesto | Tekma za 7. mesto |
|  |                       |                       |                       |  |    | B4                | Kitajska          | 3                 |
|  |                       |                       |                       |  |    | A4                | Slovaška          | 1                 |

### Polfinale za peto mesto
| 20. februar 2010 | Švica | 6 – 0 | Kitajska | UBC Winter Sports Centre, Vancouver |

| Poročilo tekme | Poročilo tekme | Poročilo tekme  | Poročilo tekme | Poročilo tekme  |
| -------------- | --- | --------------- | -------------- | --------------- |
| Začetek: 14:30 | Lehmann (S. Marty) - 07:02 S. Marty - 07:53 Nussbaum (J. Marty, Lehmann) (PP) - 37:12 S. Marty (Lehmann, Leimgruber) - 39:44 S. Marty (Lehmann, Meier) - 54:54 S. Marty (Leimgruber, Benz) - 58:48 | (2–0, 2–0, 2–0) |                | Gledalci: 5.454 |

| 20. februar 2010 | Rusija | 4 – 2 | Slovaška | UBC Winter Sports Centre, Vancouver |

| Poročilo tekme | Poročilo tekme | Poročilo tekme  | Poročilo tekme                                                    | Poročilo tekme  |
| -------------- | --- | --------------- | ----------------------------------------------------------------- | --------------- |
| Začetek: 19:00 | Sotnikova (Lebedeva) - 07:34 Gavrilova (Sergina, Smolenceva) (PP) - 18:16 Terenteva (Kapustina, Djubanok) (SH) - 33:45 Gavrilova - 50:26 | (2–0, 1–1, 1–1) | 23:24 - Pravlíková (Veličková) (PP) 40:31 - Kapustová (Veličková) | Gledalci: 5.488 |

### Tekma za sedmo mesto
| 22. februar 2010 | Kitajska | 3 – 1 | Slovaška | UBC Winter Sports Centre, Vancouver |

| Poročilo tekme | Poročilo tekme                                                                     | Poročilo tekme  | Poročilo tekme                          | Poročilo tekme  |
| -------------- | ---------------------------------------------------------------------------------- | --------------- | --------------------------------------- | --------------- |
| Začetek: 14:00 | Wang L. (Yu, Jiang) - 37:15 Sun (Zhang S., Jin) - 45:04 Wang L. (Zhang B.) - 51:44 | (0–1, 1–0, 2–0) | 10:37 - Pravlíková (Jurčová, Veličková) | Gledalci: 5.284 |

### Tekma za peto mesto
| 22. februar 2010 | Švica | 2 – 1 (SO) | Rusija | UBC Winter Sports Centre, Vancouver |

| Poročilo tekme | Poročilo tekme                                                 | Poročilo tekme            | Poročilo tekme                                                     | Poročilo tekme  |
| -------------- | -------------------------------------------------------------- | ------------------------- | ------------------------------------------------------------------ | --------------- |
| Začetek: 19:00 | S. Marty (Nussbaum, Meier) (PP) - 34:12 Lehmann Bullo S. Marty | (0–1, 1–0, 0–0, 0–0, 1-0) | 09:05 - Burina (Sergina, Permjakova) (PP) Sosina Gavrilova Deulina | Gledalci: 5.412 |

## Končnica
|  | Polfinale |           |           |  |    |                           |                           |                           |
|  | A1        | Kanada    | 5         |  |    |                           |                           |                           |
|  | B2        | Finska    | 0         |  |    | Tekma za zlato medaljo    | Tekma za zlato medaljo    | Tekma za zlato medaljo    |
|  |           |           |           |  |    | A1                        | Kanada                    | 2                         |
|  | Polfinale | Polfinale | Polfinale |  | B1 | ZDA                       | 0                         |                           |
|  | A2        | Švedska   | 1         |  |    |                           |                           |                           |
|  | B1        | ZDA       | 9         |  |    | Tekma za bronasto medaljo | Tekma za bronasto medaljo | Tekma za bronasto medaljo |
|  |           |           |           |  |    | B2                        | Finska                    | 3                         |
|  |           |           |           |  |    | A2                        | Švedska                   | 2                         |

### Polfinale
| 22. februar 2010 | Švedska | 1 – 9 | ZDA | Canada Hockey Place, Vancouver |

| Poročilo tekme | Poročilo tekme                    | Poročilo tekme  | Poročilo tekme | Poročilo tekme   |
| -------------- | --------------------------------- | --------------- | --- | ---------------- |
| Začetek: 12:00 | Winberg (Jordansson) (PP) - 29:34 | (0–2, 1–3, 0–4) | 07:14 - M. Lamoureux (Potter, Knight) 08:23 - Duggan (Cahow, Stack) (PP) 23:22 - Ruggiero (J. Lamoureux) 25:58 - Cahow (Thatcher) 33:35 - Thatcher (J. Lamoureux, Lawler) 45:59 - M. Lamoureux (Potter, Engstrom) (PP) 47:15 - Weiland (Lawler) 55:20 - Stack (Chu, Engstrom) 57:19 - M. Lamoureux (Knight) (PP) | Gledalci: 16.021 |

| 22. februar 2010 | Finska | 0 – 5 | Kanada | Canada Hockey Place, Vancouver |

| Poročilo tekme | Poročilo tekme | Poročilo tekme  | Poročilo tekme | Poročilo tekme   |
| -------------- | -------------- | --------------- | --- | ---------------- |
| Začetek: 17:00 |                | (0–2, 0–1, 0–2) | 5:22 – Piper (Agosta, Hefford) 14:36 – Irwin 36:21 – Agosta (Bonhomme, Hefford) 44:23 – Irwin (Johnston, Vaillancourt) 58:57 – Ouellette (Poulin) (SH) | Gledalci: 16.324 |

### Tekma za bronasto medaljo
| 25. februar 2010 | Švedska | 2 – 3 (OT) | Finska | Canada Hockey Place, Vancouver |

| Poročilo tekme | Poročilo tekme                                                                           | Poročilo tekme       | Poročilo tekme                                                                        | Poročilo tekme   |
| -------------- | ---------------------------------------------------------------------------------------- | -------------------- | ------------------------------------------------------------------------------------- | ---------------- |
| Začetek: 11:00 | Rooth (Jordansson, Eliasson) (PP) - 34:24 Rundqvist (G. Andersson, Holmlöv) (PP) - 45:09 | (0–0, 1–2, 1–0, 0–1) | 24:24 - Pelttari 36:02 - Karvinen (Välimäki) 62:33 - Rantamäki (Tuominen, Hiirikoski) | Gledalci: 16.398 |

### Tekma za zlato medaljo
| 25. februar 2010 | Kanada | 2 – 0 | ZDA | Canada Hockey Place, Vancouver |

| Poročilo tekme | Poročilo tekme                                     | Poročilo tekme  | Poročilo tekme | Poročilo tekme   |
| -------------- | -------------------------------------------------- | --------------- | -------------- | ---------------- |
| Začetek: 15:30 | Poulin (Botterill) - 13:55 Poulin (Agosta) - 16:50 | (2–0, 0–0, 0–0) |                | Gledalci: 16.805 |

## Končna lestvica in statistika

### Končna lestvica
Končna lestvica turnirja:
|    | Reprezentanca |
| -- | ------------- |
|    | Kanada        |
|    | ZDA           |
|    | Finska        |
| 4. | Švedska       |
| 5. | Švica         |
| 6. | Rusija        |
| 7. | Kitajska      |
| 8. | Slovaška      |

### Vodilne strelke
|    | Igralka             | OT | G | P | TOČ | +/- | KM |
| -- | ------------------- | -- | - | - | --- | --- | -- |
| 1  | Meghan Agosta       | 5  | 9 | 6 | 15  | +14 | 2  |
| 2  | Jayna Hefford       | 5  | 5 | 7 | 12  | +15 | 8  |
| 3  | Stefanie Marty      | 5  | 9 | 2 | 11  | +4  | 6  |
| 4  | Jenny Potter        | 5  | 6 | 5 | 11  | +8  | 0  |
| 5  | Natalie Darwitz     | 5  | 4 | 7 | 11  | 0   | +6 |
| 6  | Caroline Ouellette  | 5  | 2 | 9 | 11  | +12 | 2  |
| 6  | Hayley Wickenheiser | 5  | 2 | 9 | 11  | +14 | 0  |
| 8  | Cherie Piper        | 5  | 5 | 5 | 10  | +12 | 0  |
| 9  | Monique Lamoureux   | 5  | 4 | 6 | 10  | +7  | 2  |
| 10 | Kelli Stack         | 5  | 3 | 5 | 8   | +4  | 2  |
| 10 | Sarah Vaillancourt  | 5  | 3 | 5 | 8   | +7  | 6  |

OT = odigranih tekem; G = golov; P = podaj; TOČ = točk; +/- = Plus/Minus; KM = Kazenskih minut
Na turnirju so hat-trick dosegle naslednje igralke:
- Meghan Agosta

```
(2)
```

- Jayna Hefford

- Pernilla Winberg

- Stefanie Marty

```
(2)
```

- Monique Lamoureux

- Jenny Potter

```
(2)
```

### Vodilne vratarke
Seznam prikazuje 5 najboljših vratark po odstotku ubranjenih strelov, ki so za svojo reprezentanco odigrale vsaj 40% igralnega časa.
|   | Igralka            | MIN    | SOG | GA | GAA  | %     | SO |
| - | ------------------ | ------ | --- | -- | ---- | ----- | -- |
| 1 | Shannon Szabados   | 180:00 | 51  | 1  | 0.33 | 98.04 | 2  |
| 2 | Jessie Vetter      | 239:50 | 71  | 3  | 0.75 | 95.77 | 2  |
| 3 | Florence Schelling | 301:55 | 176 | 16 | 3.18 | 90.91 | 1  |
| 4 | Irina Gašenikova   | 250:00 | 102 | 10 | 2.40 | 90.20 | 0  |
| 5 | Shi Yao            | 247:53 | 170 | 19 | 4.60 | 88.82 | 0  |

Za obrazložitev tabele glej sem; MIN = igralni čas (minut:sekund).
Na turnirju je več vratark doseglo shutout:
- Kim St-Pierre

- Shannon Szabados

```
(2)
```

- Kim Martin

- Florence Schelling

- Jessie Vetter

```
(2)
```